# Августин (Сахаров)
Епископ Августин (в миру Михаил Степанович Сахаров; 18 [29] октября 1768, Зверинец, Московская губерния — 1 [13] января 1841, Троице-Сергиев Варницкий монастырь, Ярославская губерния) — епископ Оренбургский и Уфимский (1806—1819); писатель.

## Биография
Родился 18 октября 1768 года в семье духовного сословия в селе Зверинцы (ныне — Ростовского района Ярославской области). Учился дома и в Ярославской семинарии, а затем был послан в Санкт-Петербург, в Александро-Невскую главную семинарию, для изучения высших наук, с целью приготовления к учительству.
Пробыв в Петербурге с 14 декабря 1788 по 30 мая 1792 года, Сахаров определён в Ярославскую семинарию учителем математики, географии, пиитики, греческого и немецкого языков и истолкователем Священного Писания. Спустя 5 лет его вызвали в Петербург читать в ту же Александро-Невскую семинарию церковное красноречие и греческий язык.
19 декабря 1797 года он пострижен с именем Августина; с апреля 1798 года — ректор Ярославской семинарии и архимандрит Толгского монастыря. С 1800 года исправлял должность члена Ярославской духовной консистории и благочинного над монастырями Ярославской епархии. Отсюда его переместили в июле 1800 года ректором Рязанской семинарии и настоятелем Троицкого монастыря Рязанской епархии, а в декабре вызвали в Петербург на чреду служения и проповеди. В 1802 году Августин определён законоучителем 2-го кадетского корпуса с переводом в Антониево-Сийский монастырь, а оттуда в 1804 году в Троице-Сергиеву пустынь у Стрельны.
25 мая 1806 года Августин назначен, а 10 июня рукоположён во епископа Оренбургского и Уфимского. За тринадцать лет управления епархией он поставил 216 священнослужителей, снабдил церковные книгохранилища книгами на сумму более 30 000 рублей, построил 46 каменных церквей, здания семинарии и консистории вместо ранее сгоревших, значительно увеличил фонд семинарской библиотеки и решил больше 12 000 дел.
13 декабря 1808 награждён орденом Святой Анны 1 степени.
В 1819 году уволен на покой в Троице-Сергиев Варницкий монастырь Ярославской епархии. Скончался 1 января 1842 года. Погребён в соборной церкви Варницкого монастыря в приделе преподобного Сергия.

## Творчество
Любовь к занятиям науками у преосвященного Августина была преобладающей склонностью. В первое же время по приезде в Оренбургскую епархию он занялся составлением «Хрестоматии из латинских писателей» и выбрал множество примеров «для руководства в стилистике», главным образом, имея в виду духовенство епархиальное и его подрастающее поколение. Этот труд, как и большая часть творений его, остался в рукописи, вместе с такой же «Хрестоматией для церковного красноречия», составленной из творений отцов церкви за первые восемь веков её существования. Последний труд занимал досуги Августина в течение 10 лет (1808—1818). Кроме того, он составил «Записки к начертанию руководства для упражнения в словесных науках», 10 частей. Два года (1810—12) занимался он сочинением «Начертания церковной истории от создания мира до настоящих времён», в чём оказывался всеми сознаваемый тогда пробел среди академических учебников, восполненный Иннокентием (Смирновым).
С 1818 года по предложению Священного Синода, Августин занялся составлением «Систематического сборника русских церковных законов и постановлений», в чём чувствовалась ещё большая надобность. Для выполнения этого колоссального труда преосвященный просил и получил в 1819 году увольнение от управления епархией, со скудной пенсией в 1000 рублей ассигнациями. В феврале 1822 года, по ходатайству Синода, ему было прибавлено ещё 1000 рублей. Для пребывания Августину на покое назначен Варницкий монастырь под Ростовом, где он на свои средства построил деревянный дом. Отсюда, для работ по составлению собрания церковных законов, преосвященный ездил в Ярославль. С 1832 по 1836 год преосвященный особенно упорно отдавался своему труду. Кроме русских постановлений за синодальное время, Августин составил хронологический реестр 2053 церковных правил и духовных законов, находящихся в Кормчей книге. В 1837 году он представил императору Николаю I составленное им в 15 томах «Полное собрание духовных законов» и план предпринятого им труда — составления систематического «Свода церковных законов». По Высочайшему повелению сборник этот был рассмотрен в Синоде митрополитом Филаретом (Дроздовым), который указал в нём на многие недостатки, но вместе с тем признал весьма значительным «для одного человека, не подкреплённого пособиями от начальства» и достойным уважения по стремлению его к общей пользе. Вследствие этого отзыва Священный Синод, оставив сборник Августина в синодальном архиве для могущих быть справок, испросил Августину — за понесённые им труды и похвальное усердие на пользу церкви, а также и в уважение того, что дело это требовало издержек, ощутительных в настоящем положении преосвященного, — прибавку к получаемому им пенсиону ещё по тысяче рублей.
Как отмечал патролог и богослов Георгий Флоровский, издавать полное собрание церковных законов нашли несвоевременным, ввиду «неблаговидности» слишком многих постановлений Петровского времени и всего предыдущего века, огласка которых была теперь нежелательна.
Кроме составления «Полного систематического свода духовных законов православной греко-российской Христовой церкви» в 6-ти томах, оставшегося в рукописи, Августина в уединении занимали и учёные труды. В рукописях у его брата находились в 1844 году составленные Августином: 1) «Библейский словарь», 2) «История новозаветной Христовой церкви» в 6 частях, 3) «Начертание православной греко-российской Христовой церкви», 4) 73 беседы на Деяния апостольские, изложенные по примеру беседы св. Иоанна Златоустого на те же «Деяния», и 5) «Боголюбивые беседы на Моисеево пятикнижие», перевод с греческого в 5 частях. Кроме 30 проповедей его, напечатаны: «Письма к разным лицам», в 1795 году — лирическое творение «Евергет» в десяти строчных строфах, а в 1797 году переведённое с греческого по назначению митрополита Гавриила — «Рассуждение о владычестве человеческого разума над страстями, утверждённого в благочестии». Для себя Августин вёл «Записки подневные». Из этих записок Августина частью составлены А. Зиновьевым «Известия о жизни преосв. Августина, епископа оренбургского и уфимского», напечатанные в 8 книге «Москвитянина» 1844 г. (стр. 343—349). Филарет, «Обзор», II., 243—244. Ю. Толстой, «Списки архиереев», № 198. П. Строев, «Списки иерархов», 345, 424. «Собрание мнений и отзывов митр. Филарета», доп. том, стр. 605, СПб., 1887. — Дело архива Св. Синода 1834 г., № 1286.
После кончины Августина, по завещанию, его большая библиотека была передана в Ярославскую и Уфимскую семинарии и Санкт-Петербургскую духовную академию, а небогатое имение — бедным родственникам.

## Личность
Как личность преосвященный Августин казался до крайности своеобразным, даже как бы юродивым. Одевался он в простую шерстяную, и даже крашенинную, рясу и такой же подрясник; подпоясывался простым мужицким кушаком; ездил всегда, даже в торжественные дни, к обедне в простой извозчичьей кибитке на одной лошади. Пищу употреблял самую простую и требовал простоты в убранстве самого стола. Посещая в редких случаях знакомых в городе, не любил и не принимал от них никаких угощений. Отправляясь в гости, он заставлял своего келейника брать с собою сваренный в келье кофе и им в гостях угощался сам и угощал хозяев дома.
В характере преосвященного Августина преобладали сильная воля, настойчивость, прямолинейность, стремительность. Очень строго он относился к порокам духовенства, особенно к пьянству. Поэтому среди духовенства о нём сложилось мнение как об администраторе и человеке строгом, суровом и даже будто ничем неумолимом. Однако духовенство не питало к преосвященному Августину какой-либо неприязни. Наоборот, видя в нём человека необыкновенной жизни — в полном смысле аскета и подвижника, совершавшего жизнь в непрерывных упражнениях поста, молитвы и трудолюбия, — духовенство относилось к нему не со страхом, а с благоговением.
По природе преосвященный Августин был мистик. Он неоднократно имел разного рода видения и сновидения, которым придавал большое значение в смысле предчувствия и предуказаний. В память таких видений преосвященный Августин заказывал делать небольшие иконы и панагии, которых осталось после него более двенадцати. Он обладал и даром прозорливости и предсказания будущего. Так, он предрёк открытие самостоятельной епископской кафедры в Оренбурге. В 1812 году 12 октября, в тот самый день, когда армия Наполеона с позором оставляла Москву, преосвященный Августин явился в кафедральный собор и отслужил торжественный благодарственный молебен по поводу избавления отечества от неприятеля. Все сочли поступок преосвященного, по меньшей мере, странным, а некоторые подумали, что он впал в ненормальное состояние, но дальнейшие события подтвердили его правоту.
Не чужд был преосвященный Августин честолюбия, гордости и высокомерия, что служило поводом к ссорам с гражданскими властями. Чувство гордости заставляло его вести себя так, чтобы никому не одолжаться.
К началу управления Августина Оренбургской епархией относится, между прочим, то обстоятельство, что по своему крайнему формализму и взыскательности он настойчиво преследовал ректора своей семинарии, переведённого в 1804 году из ректоров Орловской семинарии архимандрита Филарета (Амфитеатрова), и многократными представлениями в Священный Синод, начиная с июля 1808 года, просил, на основании узаконений, отрешить его от всех должностей по учебному и епархиальному ведомствам, послать в монастырь и оставить ему на содержание половину получаемого жалованья по званию настоятеля трёхклассного Уфимского монастыря, то есть по 200 рублей в год. Но Священный Синод перевёл Филарета в 1810 году ректором в Тобольск, к Амвросию, с которым Филарет служил прежде в Оренбурге, а Августину предписал, что, находя управление его тягостным для епархии и поставляя ему это на вид, предлагает ему впредь управлять вверенной паствой без отягощения духовенства и не отвлекаясь судебными преследованиями по предметам, не заслуживающим того, от важнейших, лежащих на нём обязанностей. Впоследствии, когда отношения этих лиц переменились, митрополит Филарет благодетельствовал Августину.
«Поелику душа моя, — говорится в завещании, — при содействии всемогущества Христова, сохранена мною от всякой блудной скверны и нечистоты, то по смерти моей не обмывать моего тела, положить его в приготовленный мною гроб, совершить над моим телом священническое погребение и, закрывши гроб, предать мое тело погребению».

## Труды
Проповеди
- Слово в день входа в храм Пресвятой Богородицы. — СПб., 1804.
- Слово на погребение генерал-аншефа В. А. Зубова. — СПб., 1804.
- Слово на освящение новоустроенной летней церкви при 2-м кадетском корпусе. — СПб., 1804.
- Слово на освящение новоустроенной зимней церкви при 2-м кадетском корпусе. — СПб., 1804.
- Поучительные слова в Санкт-Петербурге при 2-м кадетском корпусе и в других местах, с 1797 по 1803 годы сказанные: в 2 ч. — М., 1807.

Труды, оставшиеся в рукописях и хранящиеся в Российском государственном историческом архиве
- История новозаветной Христианской Церкви: в 6 ч. (рукопись Ф. 796. Оп. 96).
- Начертание церковной истории от сотворения (создания) мира до настоящих времён в 9 томах.
- 73 беседы на Деяния Апостольские, изложенные по примеру беседы св. Иоанна Златоустого на те же «Деяния».
- Боголюбивые беседы на Моисеево Пятокнижие, перевод с греческого: в 5 ч.
- Торжественная песнь на 21 день июня 1808 г., в которой высочайше утвержден Его Императорским Величеством доклад комитета об усовершенствовании духовных училищ.
- Шесть частей и примеров для руководства к изящной словесности.
- Примеры церковного красноречия для руководства в проповеди слова Божия, извлеченных из разных Отцев Церкви.
- Примеры латинской и изящной словесности, разного содержания, состоящие из 38 отд. и 2 больших томов.
- Начертания церковной истории от создания мира до настоящего времени: в 9 т.
- Записки по церковной истории, извлеченные из разных христианских писателей: в 12 частях.
- Примеры епархиального делопроизводства: в 2 ч.
- Похвальное слово Петру Великому.
- Всемирная топография: в 5 ч.
- Алфавитный свод или помянник для духовных занятий: в 6 ч.
- Свод духовных законов с 1714 по 1820 годы (План).
- Полный систематический свод духовных законов Православной Церкви: в 15 т.
- Хронологический реестр из 59 томов полного собрания законов Российской империи.
- Библейский словарь, заключающий в себе алфавитный подбор текстов и разных других историко-богословских указаний.
- Перевод из Евгения Вульгара.
- «Несколько Боголюбивых бесед».
- Рассуждение о причинах Всемирного потопа.
- Изображение нравственного состояния человеков, обитающих на земном шаре.
- Рассуждение об истине всех книг Священного Писания Ветхого и Нового Завета.
- Записки к изображению совершенного согласия восстановления греко-российской церкви с восточной греческой.
- Записки по церковному красноречию.
- Евергет — лирическое творение 1795 г.
- Рассуждение о владычестве человеческого разума над страстями, утверждённого в благочестии.
- 30 заповедей.
- Письма к разным лицам.
- Библейский словарь.